# Gustav Isaksen
Gustav Tang Isaksen (Hjerk, 19 aprile 2001) è un calciatore danese, attaccante della Lazio e della nazionale danese.

## Caratteristiche tecniche
Ala destra, può svariare su tutto il fronte offensivo. Ambidestro, veloce e tecnico, eccelle nel dribbling, risultando quindi fondamentale in campo aperto.
Viene considerato come una delle migliori prospettive del calcio danese.

## Carriera

### Club
Cresciuto nel settore giovanile del Midtjylland, debutta in prima squadra il 25 agosto 2019 giocando l'incontro di Superligaen vinto 2-0 contro il SønderjyskE.

#### Lazio
L'8 agosto 2023 la Lazio comunica il suo acquisto a titolo definitivo.
Il 20 agosto 2023 esordisce con la maglia biancoceleste nella partita contro il Lecce, valida per la prima giornata della Serie A, rilevando nella ripresa Felipe Anderson.Il 29 dicembre segna il suo primo goal con la maglia della Lazio, e contestualmente in serie A, nella vittoria interna per 3-1 sul Frosinone.

### Nazionale
Dopo aver rappresentato le nazionali giovanili (dall'Under-16 all'Under-19), il 4 settembre 2020 ha esordito per la nazionale Under-21 danese, subentrando a Rasmus Carstensen nell'incontro pareggiato 1-1 contro i pari età dell'Ucraina.
Il 15 marzo 2024 viene convocato da Kasper Hjulmand per la prima volta con la nazionale maggiore danese, in sostituzione dell'infortunato Andreas Skov Olsen, in vista delle amichevoli con Svizzera e Fær Øer; fa il suo esordio contro quest'ultima il 26 marzo, subentrando al 59' minuto al posto di Anders Dreyer nella vittoria per 2-0 dalla sua nazionale.
Il 15 ottobre 2024, alla quarta presenza realizza il suo primo gol per la massima selezione danese nel pareggio per 2-2 contro la Svizzera; al contempo viene anche eletto come migliore in campo.

## Statistiche

### Presenze e reti nei club
Statistiche aggiornate al 25 maggio 2025.
| Stagione           | Squadra            | Campionato         | Campionato | Campionato | Coppe nazionali | Coppe nazionali | Coppe nazionali | Coppe continentali | Coppe continentali | Coppe continentali | Altre coppe | Altre coppe | Altre coppe | Totale | Totale | Totale |
| Stagione           | Squadra            | Comp               | Pres       | Reti       | Comp            | Pres            | Reti            | Comp               | Pres               | Reti               | Comp        | Pres        | Reti        | Pres   | Reti   |        |
| ------------------ | ------------------ | ------------------ | ---------- | ---------- | --------------- | --------------- | --------------- | ------------------ | ------------------ | ------------------ | ----------- | ----------- | ----------- | ------ | ------ | ------ |
| 2019-2020          | Midtjylland        | SL                 | 14         | 0          | CD              | 1               | 0               | UEL                | 0                  | 0                  | -           | -           | -           | 15     | 0      |        |
| 2020-2021          | Midtjylland        | SL                 | 13+9       | 1          | CD              | 5               | 2               | UCL                | 3                  | 0                  | -           | -           | -           | 30     | 3      |        |
| 2021-2022          | Midtjylland        | SL                 | 20+10      | 2+3        | CD              | 6               | 1               | UCL+UEL+UECL       | 2+6+2              | 0+2+0              | -           | -           | -           | 46     | 8      |        |
| 2022-2023          | Midtjylland        | SL                 | 21+10+1    | 9+9+0      | CD              | 1               | 1               | UCL+UEL            | 4+8                | 0+3                | -           | -           | -           | 44     | 22     |        |
| lug. 2023          | Midtjylland        | SL                 | 2          | 0          | CD              | 0               | 0               | UECL               | 1                  | 0                  | -           | -           | -           | 3      | 0      |        |
| Totale Midtjylland | Totale Midtjylland | Totale Midtjylland | 99+1       | 24         |                 | 13              | 4               |                    | 26                 | 5                  |             | -           | -           | 139    | 33     |        |
| 2023-2024          | Lazio              | A                  | 28         | 3          | CI              | 3               | 0               | UCL                | 5                  | 0                  | SI          | 1           | 0           | 37     | 3      |        |
| 2024-2025          | Lazio              | A                  | 37         | 4          | CI              | 2               | 0               | UEL                | 10                 | 2                  | -           | -           | -           | 49     | 6      |        |
| Totale Lazio       | Totale Lazio       | Totale Lazio       | 65         | 7          |                 | 5               | 0               |                    | 15                 | 2                  |             | 1           | 0           | 86     | 9      |        |
| Totale carriera    | Totale carriera    | Totale carriera    | 165        | 31         |                 | 18              | 4               |                    | 41                 | 7                  |             | 1           | 0           | 224    | 42     |        |

### Cronologia presenze e reti in nazionale
| Cronologia completa delle presenze e delle reti in nazionale ― Danimarca | Cronologia completa delle presenze e delle reti in nazionale ― Danimarca | Cronologia completa delle presenze e delle reti in nazionale ― Danimarca | Cronologia completa delle presenze e delle reti in nazionale ― Danimarca | Cronologia completa delle presenze e delle reti in nazionale ― Danimarca | Cronologia completa delle presenze e delle reti in nazionale ― Danimarca | Cronologia completa delle presenze e delle reti in nazionale ― Danimarca | Cronologia completa delle presenze e delle reti in nazionale ― Danimarca |
| Data                                                                     | Città                                                                    | In casa                                                                  | Risultato                                                                | Ospiti                                                                   | Competizione                                                             | Reti                                                                     | Note                                                                     |
| ------------------------------------------------------------------------ | ------------------------------------------------------------------------ | ------------------------------------------------------------------------ | ------------------------------------------------------------------------ | ------------------------------------------------------------------------ | ------------------------------------------------------------------------ | ------------------------------------------------------------------------ | ------------------------------------------------------------------------ |
| 26-3-2024                                                                | Brøndby                                                                  | Danimarca                                                                | 2 – 0                                                                    | Fær Øer                                                                  | Amichevole                                                               | -                                                                        | 59’                                                                      |
| 8-9-2024                                                                 | Copenaghen                                                               | Danimarca                                                                | 2 – 0                                                                    | Serbia                                                                   | UEFA Nations League 2024-2025 - 1º turno                                 | -                                                                        | 60’                                                                      |
| 12-10-2024                                                               | Murcia                                                                   | Spagna                                                                   | 1 – 0                                                                    | Danimarca                                                                | UEFA Nations League 2024-2025 - 1º turno                                 | -                                                                        | 73’                                                                      |
| 15-10-2024                                                               | San Gallo                                                                | Svizzera                                                                 | 2 – 2                                                                    | Danimarca                                                                | UEFA Nations League 2024-2025 - 1º turno                                 | 1                                                                        | 57’                                                                      |
| 15-11-2024                                                               | Copenaghen                                                               | Danimarca                                                                | 1 – 2                                                                    | Spagna                                                                   | UEFA Nations League 2024-2025 - 1º turno                                 | 1                                                                        | 61’ 90+2’                                                                |
| 18-11-2024                                                               | Leskovac                                                                 | Serbia                                                                   | 0 – 0                                                                    | Danimarca                                                                | UEFA Nations League 2024-2025 - 1º turno                                 | -                                                                        | 87’                                                                      |
| 20-3-2025                                                                | Copenaghen                                                               | Danimarca                                                                | 1 – 0                                                                    | Portogallo                                                               | UEFA Nations League 2024-2025 - Quarti di finale                         | -                                                                        | 87’                                                                      |
| 23-3-2025                                                                | Lisbona                                                                  | Portogallo                                                               | 5 – 2 dts                                                                | Danimarca                                                                | UEFA Nations League 2024-2025 - Quarti di finale                         | -                                                                        | 73’                                                                      |
| 7-6-2025                                                                 | Copenaghen                                                               | Danimarca                                                                | 2 – 1                                                                    | Irlanda del Nord                                                         | Amichevole                                                               | 1                                                                        | 89’                                                                      |
| Totale                                                                   |                                                                          | Presenze                                                                 | 9                                                                        |                                                                          | Reti                                                                     | 3                                                                        |                                                                          |

## Palmarès

### Club

#### Competizioni nazionali
- Coppa di Danimarca: 1

Midtjylland: 2021-2022

### Individuale
- Capocannoniere del campionato danese: 1

2022-2023 (18 reti)